# أندرو إي. رايس
أندرو إي. رايس (بالإنجليزية: Andrew E. Rice)‏ هو عالم سياسة أمريكي، ولد في 29 أغسطس 1922 في بوسطن في الولايات المتحدة، وتوفي في 2010 في كابين جون في الولايات المتحدة.